# Dan Shaughnessy
Dan Shaughnessy, född 8 september 1944, är en friidrottare från Kanada. Han deltog vid olympiska sommarspelen 1976.